# Alexa Chung
Alexa Chung (n. 5 noiembrie 1983, Privett⁠(d), Froxfield and Privett⁠(d), Anglia, Regatul Unit) este o prezentatoare TV din Anglia, model și editor contribuitor la ediția britanică a revistei Vogue.
În prezent este gazda emisiunii Thrift America pentru PBS  și i s-a propus să prezinte 24 Hour Catwalk pe canalul Lifetime din SUA. În trecut, Alexa a fost gazda emisiunii It's On with Alexa Chung, difuzată pe MTV.
De asemenea, este imaginea parfumului Lacoste "Joy of Pink" și a mărcii italiene de teniși Superga.

## Primii ani
Alexa Chung s-a născut în Privett, Hampshire, Anglia, având un tată pe trei sferturi chinez, Philip, de profesie designer grafic și mama englezoaică, Gillian (născută Burgess), casnică. Ea are doi frați mai mari, Jamie și Dominic, și o soră mai mare, Natalie.
Alexa a mers la Școala primară Ropley C of E și s-a înscris la teatrul de tineri amatori, desfășurat în cafenelele din sat; a jucat în câteva piese de teatru, printre care „Leul, vrăjitoarea și dulapul” și „Hobbitul”.
A urmat liceul local Perins și începând cu clasa a 10-a, Colegiul Peter Symonds, în Winchester. A fost acceptată la Universitatea King’s College din Londra, dar a fost remarcată de o agenție de modeling înainte de înscriere.

## Modeling
Alexa a fost abordată în cortul de comedie din cadrul Festivalului de Lectură, la vârsta de 16 ani, de către reprezentanți ai Agenției Storm Model din Londra. A fost model pentru reviste destinate adolescenților cum ar fi Elle Girl și CosmoGIRL! și a lucrat pentru branduri ca Fanta, Sony Ericsson, Sunsilk, Urban Outfitters și Tampax. A apărut în videoclipuri muzicale pentru artiști și formații precum The Streets, Delta Goodrem, Reuben și Holly Valance și a jucat rolul lui Jake într-o emisiune scenarizată numită Shoot Me, difuzată pe Fashion TV în anul 2005.
După patru ani, Alexa a renunțat la modeling cu intenția de a începe o fundație de artă sau un curs de jurnalism de modă, fiind dezamăgită. Își dezvoltase o „imagine distorsionată a corpului” și „o stimă de sine scăzută” din cauza modelingului.
După ce a devenit o personalitate TV, Alexa s-a reîntors ocazional la modeling. În anul 2008, a fost imaginea colecției PV 2008, a brandului australian Antipodium și a liniei de modă Revamped, a confederației Oxfam. În luna septembrie 2008, Alexa a defilat pe podium la London Fashion Week în cadrul prezentării Red Label Primăvară/Vară 2009 a creatoarei de modă Vivienne Westwood. La începutul anului 2009, a devenit imaginea binecunoscutului brand britanic, New Look. Alexa a devenit apoi membra agenției londoneze de modeling Select iar în aprilie 2009, a participat ca model în cadrul prezentării colecției Wren’s Holiday 2009, alături de prietena sa Tennessee Thomas.
În iulie 2009, Alexa a devenit membră a Agenției Next Model și imaginea DKNY Jeans. A fost, de asemenea, imaginea colecției PV10 a brandului sud-coreean MOGG. În ianuarie 2010, a devenit modelul principal al colecției PV10 Pepe Jeans London și mai târziu al colecției TI10. A fost anunțată drept prima celebritate care a fost imaginea Lacoste, în luna iunie 2010, figurând în ambele campanii publicitare ale parfumului „Joy of Pink”, varianta televizată și printată. În luna ianuarie 2011, Alexa a fost anunțată drept imaginea brandului italian de teniși Superga, în campania de aniversare a 100 de ani de existență.

## Cariera TV
În luna aprilie 2006, modelului i s-a oferit un job de co-prezentatoare a emisiunii Popworld pe Channel 4, un show muzical cunoscut pentru stilul nepoliticos și ciudat al interviurilor. Alexa și co-prezentatorul Alex Zane au prezentat, de asemenea, o emisiune radio săptămânală numită Popworld Radio, soră cu show-ul TV. Ultima emisiune a fost difuzată în luna iulie 2007.
În luna august 2007, Alexa a semnat un contract pe durata unui an de zile, cu Channel 4, având o valoare de £100,000. Ca parte a acestui acord, ea a prezentat Big Brother’s Big Mouth și a participat ca membră a unei echipe la concursul televizat 8 out 10 Cats.
În luna ianuarie 2008, Alexa a devenit una dintre cei mai buni prezentatori ai T4. A fost gazda reality show-ului Vanity Lair, producție ce investiga conceptul de „frumusețe”. Când show-ul a fost menționat într-un interviu ulterior, „Chung a ridicat sprâncenele, în semn de rușine”. Începând cu luna septembrie 2007, a devenit pe termen lung gazda emisiunii matinale Freshly Squeezed, difuzată de Channel 4.
Pe lângă munca sa de pe Channel 4, Alexa a mai prezentat Get a Grip (2007) difuzat de ITV1 și The Wall (2008) difuzat de BBC Three.
La jumătatea anului 2008, Alexa a început să prezinte emisiuni orientate mai mult spre modă. Ea a fost ,,reporterița hoinară” a emisiunii Gok’s Fashion Fix, difuzată pe Channel 4. În cadrul emisiunii, Alexa testa cele mai noi tendințe în modă cu membrii publicului și a intervievat designeri precum Roberto Cavalli, Karl Lagerfeld, Jean Paul Gaultier, Margherita Missoni și Christian Lacroix. A descris-o ca fiind ,,aproape meseria mea de vis”. Alexa a prezentat împreună cu designerul Henry Holland și emisiunea destinată modei și muzicii, Frock Me, difuzată de T4.
A fost premiată cu Elle Style Award pentru Cea Mai Bună Prezentatoare TV din 2009. Tot în anul 2009, a primit premiul Glamour pentru Cea Mai Bună Prezentatoare TV.
În aprilie 2009, Alexa a părăsit Channel 4 și Regatul Unit, cu scopul de a urma o carieră în SUA. Astfel, a prezentat It's On with Alexa Chung pentru MTV, emisiune anulată în decembrie 2009.
În aprilie 2009, s-a reîntors pe ecranele televiziunii din Regatul Unit și a continuat să prezinte Frock Me. În octombrie 2010, a început să prezinte Gonzo with Alexa Chung, pentru MTV Rocks.
În ianuarie 2011, a fost alături de Carson Daly și Natalie Morales, co-prezentatoarea show-ului 2011 Golden Globe Arrivals Special, difuzat de NBC.
Alexa Chung a prezentat Festivalul iTunes în iulie 2011, declarând ,,Îmi place muzica, îmi place Camden, îmi place Dave Berry. Este o ecuație simplă; Festivalul iTunes pentru ITV2 va fi o experiență uimitoare pentru fiecare. Sunt incredibil de încântată de line up și mai degrabă mulțumită că am ocazia să-mi petrec luna iulie intervievând formații impresionante".
Alexa este gazda emisiunii Thrift America, difuzată de PBS.

## Jurnalist de presă scrisă
Alexa a scris lunar o rubrică pentru Company, o revistă britanică destinată femeilor, începând cu luna octombrie 2007 până în iunie 2008. A scris apoi o rubrică săptămânală, pentru ziarul londonez The Independent, din luna noiembrie 2008 până în iunie 2009, intitulată „Girl About Town" iar mai târziu „New York Doll".
În luna iunie 2009, a devenit editor contribuitor la ediția britanică a revistei Vogue și a intervievat designeri precum Karl Lagerfeld și Christopher Kane pentru publicare.

## Statutul de fashion icon
Alexa este o muză pentru mulți creatori de modă, datorită stilului personal distinctiv. Ea apare frecvent pe listele celor mai bine îmbrăcați, apare de obicei pe copertele revistelor gen Vogue, Elle și Harper's Bazaar și este văzută adesea stând în primul rând la prezentările de modă.
În anul 2009, compania Mulberry a creat o geantă mult dorită, inspirată de către Alexa Chung și numită chiar „Alexa".
În luna februarie 2010, Alexa a colaborat cu brand-ul J.Crew-Madewell pentru linia de îmbrăcăminte adresată femeilor, prezentată în cadrul New York Fashion Week. Începând cu luna septembrie 2011, ea a colaborat din nou cu Madewell, pentru o a doua colecție.
Anna Wintour a descris-o pe Alexa ca fiind „un fenomen", în timp ce New York Times a declarat-o „Kate Moss a noii generații".Karl Lagerfeld a descris-o ca fiind „frumoasă și isteață, o fată modernă".
La British Fashion Awards 2011, Alexa a câștigat premiul British Style Award, votat de către public. Ea și-a făcut apariția într-o rochie semnată de Christopher Kane. Articolul Daily Teleghaph

## Viața personală
Alexa a avut o relație cu membrul formației Arctic Monkeys, Alex Turner din luna aprilie 2007 până în iulie 2011. Ea a trăit cu fotograful de modă David Titlow (n.10 septembrie 1963), el fiind cu douăzeci de ani mai în vârstă decât ea. S-au despărțit în anul 2006. După acea despărțire, Alexa a fost implicată într-o relație scurtă cu membrul formației Lostprophets, Ian Watkins, urmat de membrul formației Klaxons, James Righton. De asemenea, a obișuit să iasă cu membrul formației The Horrors, Faris Badwan timp de șase luni, după care au rămas prieteni. Alexa a avut o relație cu Sidney Mortimer pană la sfârșitul anului 2007, când l-a cunoscut pe Alex Turner. După 4 ani de relație, cântărețul și Alexa au decis să se despartă. Acum se zvonește că este într-o relație cu membrul formației Hurts, Theo Hutchcraft din luna septembrie 2011.

## Televiziune
- 24 Hour Catwalk (2011)
- Thrift America (2011)
- NBC's 2011 Golden Globe Arrivals Special, difuzat pe NBC (2011)
- Gonzo pentru MTV Rocks (2010)
- Frock Me cu TK Maxx (2010)
- NME Awards Backstage, Channel 4 (2010)
- Autotune the News (2009)
- It's On with Alexa Chung (2009)
- Freshly Squeezed (2007–2009)
- T4 Weekends (2008–2009)
- T4 Holiday Mornings (2007–2009)
- T4 Movie Specials (2006–2009)
- 4Music Specials (2006–2009)
- T4 on the Beach coverage (2006–2008)
- Gok's Fashion Fix (2008)
- Frock Me (2008)
- The Wall (2008)
- Vanity Lair (2008)
- T4 NME Awards coverage (2008)
- V Festival coverage (2007–2008)
- The Devil Wears Primark (2008)
- Big Brother's Big Mouth (2007)
- Fashion Rocks is Coming (2007)
- T in the Park coverage (2007)
- Get a Grip (2007)
- Popworld (2006–2007)
- Rip Curl Festival coverage (2006)
- Shoot Me (2005)